# La Tierra de las Historias
La Tierra de las Historias (título original en inglés: The Land of Stories) es una serie de libros infantiles de ficción, aventura, y fantasía escritos por el autor y actor Chris Colfer. El primer libro, El Hechizo de los Deseos, fue publicado el 17 de julio de 2012. El sexto, y último libro, fue publicado en julio de 2017.
Los libros son descritos por Colfer como "un cuento de hadas actual", protagonizado por los mellizos Alex y Conner Bailey.(los mejores mellizos del mundo)

## Personajes
Estos son los personajes que más participación tienen en toda la saga:
- Alex Bailey: Es uno de los personajes principales, es una adolescente amable, valiente, inteligente y curiosa. Ella es la primera en llegar al mundo de las hadas y en las novelas posteriores cumple un rol fundamental para dicho mundo.

- Conner Bailey: Es uno de los personajes principales. Es un adolescente aventurero, gracioso, creativo, valiente e inteligente aunque no lo demuestra. Es el hermano mellizo de Alex y siempre se encuentran juntos para apoyarse el uno al otro.

- Rani (Charles): Es el primer amigo de los mellizos, es un hombre/rana amable, sutil, tímido y valiente. Es el hijo menor (desaparecido) de la familia Encantador.

- Hada Madrina: Es la abuela de los mellizos y el Hada Madrina. Es una mujer muy amable, humilde y sincera. Pertenece al consejo de las hadas.

- John Bailey (padre de los mellizos): amable, gentil, amoroso, el es del mundo de los cuentos de hadas. Es el hijo mayor del hada madrina. Murió antes del inicio del libro 1, a causa de un accidente de auto. Los mellizos frecuentemente lo extrañan.

- Caperucita Roja: Es la reina del Reino de la Capa Roja. Al principio es caprichosa, orgullosa e insoportable pero con el trascurso de la saga va mostrando su lado más amable y valiente. Al principio parece una enemiga, pero termina siendo una de las mejores amigas de los mellizos.

- Ricitos de oro: Al principio es la enemiga de Roja. Es audaz, aventurera, ruda y valiente. En el tercer libro se casa con Jack y tienen un hijo.

- Jack: Es un joven deprimido al principio, pero en realidad es valiente, aventurero, guapo y amable. Está profundamente enamorado de Ricitos de Oro.

- Mamá Gansa/Madre Oca: Es una mujer de tercera edad que empieza a aparecer desde el segundo libro. Es aventurera, ocurrente, valiente y graciosa. Es muy amiga de la abuela de los mellizos y repetidas veces recuerdan sus historias de hace años.

- Lloyd Bailey: Tío de los mellizos, villano de los libros 3; 4 y 5. Siempre lleva una máscara que cubre toda su cara, por lo cual es más conocido como "El Hombre Enmascarado". Antes de su aparición, muy poca gente conocía de su existencia.

## Argumento

### El Hechizo de los Deseos
La historia comienza dentro del mundo de los cuentos de hadas. La Reina Blancanieves visita las mazmorras del castillo para reunirse con su madrastra. La gente la conoce bajo el nombre de “La Reina Malvada” por los crímenes cometidos con Blancanieves y otros. Blancanieves interroga a su madrastra, deseando saber por qué intentó matarla en tres ocasiones, y para entender por qué fue tan cruel con ella durante todos esos años. Su madrastra acepta, pero advierte a Blancanieves que su historia no acaba con un “y vivieron felices para siempre“.
En el Otromundo, Alex y Conner Bailey son representados como dos hermanos gemelos. También aparece su profesora la Sra. Peters quien les están dando una clase acerca de los cuentos de hadas escritos por los Hermanos Grimm.
Una vez que los gemelos llegan a casa, se hace evidente que ellos perdieron a su padre en un accidente de coche casi un año antes. Desde entonces ellos viven con su madre. Su familia se encuentra en una difícil situación, debido a que la señora Bailey trabaja frecuentemente por lo que no estará en casa para el cumpleaños de los gemelos. La abuela de los gemelos llega para una visita sorpresa, y además trayendo varios regalos para ellos. 	Les regala un precioso libro de cuentos llamada 'La Tierra de las Historias', Alex se lleva el libro a la cama con ella esa noche y se da cuenta, por primera vez, está empezando a brillar y un extraño zumbido sale de él.
La semana siguiente a la visita de la abuela, Alex comienza a actuar de forma extraña, volviéndose solitaria, escondiéndose en su cuarto y saliendo de él en contadas ocasiones. Conner enfrenta a Alex un día, después de que ella salió corriendo al baño sin dar ningún tipo de información. Él descubre que el libro ha estado actuando desde que su abuela se lo dio a ellos – brilla constantemente y emite zumbidos a diferentes intervalos- y que cualquier cosa que Alex deja caer entre sus páginas desaparece en el aire. Cuando los gemelos vuelven al colegio, apenas pueden controlar un catastrófico incidente con el libro, que comienza a brillar dentro de la mochila de Alex. Cuando Alex se va, Conner llega a la conclusión de que ella planea entrar sola en el libro y decide ir tras ella.
Alex llega primero a casa y empieza a experimentar con el libro , pero Conner, de repente aparece y la asusta y ella se cae y pronto es seguida por Conner , y ambos se ven abrumados por un mundo completamente nuevo, al parecer sacado de las páginas del libro de su abuela. Se encuentran en el medio de un vasto bosque y escapan por los pelos de un ejército medieval, aprendiendo por el camino que Ricitos de Oro es una fugitiva buscada por las autoridades. Son abordados por una parlanchina rana del tamaño de un hombre, al que Conner le apoda Rani , que los invitan a su casa y les explica la naturaleza de La Tierra de las Historias. Alex y Conner descubren que los habitantes de ese mundo son tan ajenos a la Tierra como los seres humanos lo son en La Tierra de las Historias, Rani les explica que su mejor oportunidad para regresar a casa es a través de un método de magia llamado “El hechizo de los Deseos”. Supuestamente, cuando ocho elementos específicos se colocan juntos , la magia resultante permitirá al usuario pedir un deseo, sin importar lo extraño que pueda llegar a ser.
Por la mañana, los despide, provistos de varios suministros y deseándoles suerte. Se aventuran en el Bosque de los Enanos y se encuentran el peligro con la bruja que vive en una casa de jengibre. Poco después, son víctimas de la Manada del Gran Lobo Feroz, un grupo de lobos renegados dirigidos por el líder llamado Malagarra. Los gemelos serán testigos de una pelea entre Ricitos de Oro, ahora ya una mujer adulta, y los lobos. Ricitos de Oro y su yegua Avena luchan contra los lobos, que pronto huyen. Los gemelos escalan la torre de Rapunzel y empiezan a leer acerca de los materiales que necesitan para llevar a cabo el Hechizo de los Deseos. En la torre encuentran el primer objeto- un mechón de pelo de Rapunzel.
Mientras tanto, la Reina Malvada ha escapado de la prisión y se reúne con el Cazador, quien originariamente fue el encargado de matar a Blancanieves. El Cazador explica que debido al paso de los años y a su deterioro ya no se ve capaz de realizar las tareas que la Reina Malvada le encomienda, pero le ofrece a su hija muda, la Cazadora como un reemplazo de sus propios deberes. La Reina Malvada desvela que ella también tiene interés en completar el Hechizo de los Deseos y su Espejo Mágico le ofrece una lista de aquellos objetos que necesita para llevar a cabo el hechizo, con dos advertencias- el Hechizo de los Deseos únicamente puede realizarse en dos ocasiones, y ya casi ha sido completado una de las veces. El espejo informa a la Reina de que dos hermanos también buscan los objetos, y la Reina Malvada enviará a la Cazadora para recoger los artículos, alegando que ella misma se ocupará de los niños.
Después de cruzar el Puente de un Troll con éxito, Alex y Conner llegan al Reino Encantador, hogar de Cenicienta. Con un poco de suerte, los gemelos logran colarse en el castillo de Cenicienta y conocer a la reina, que está embarazada de su primer hijo. Los gemelos sabían que el siguiente objeto que necesitaban era uno de los zapatos de cristal de Cenicienta, pero tras descubrir la bondad de la reina, no se ven capaces de robarle uno de sus zapatos. A la mañana siguiente, al partir del reino, los gemelos se encuentran, para su sorpresa, que uno de los zapatos ha aparecido en su cartera.
Los mellizos inician su camino hacia el reino de Caperucita Roja, un estado independiente gobernado por la famosa chica tras las protestas en la tierra del Reino del Norte. Mientras van encontrando varias localizaciones y personajes de los cuentos de hadas , como las granjas de Boo Peep y a Jack el de los frijoles mágicos. Descubren que Jack visita ocasionalmente a la Reina Caperucita Roja y que secretamente ella está enamorada de él. Además averiguarán que Caperucita Roja está obsesionada consigo misma y es muy celosa, por lo que solo se preocupa de su imagen, delegando la toma de decisiones importantes acerca del reino en su abuela. Esa noche, escondidos en el Salón de las Canastas, intentan obtener el siguiente objeto (un pedazo de la primera canasta que Caperucita Roja usó para llevar la comida a casa de su abuelita), pero sin embargo, fueron testigos de como otra persona -La Cazadora de la Reina Malvada- iba detrás del mismo objetivo. Cuando se iba, con el pedazo de canasta, se aseguró de prender fuego a la habitación. Los mellizos logran rescatar un trozo de la canasta y salir airosos del fuego. Mientras huían, presenciaron una reunión entre Jack y Ricitos de Oro, ella es a quien ama Jack y la razón por la que no acepta casarse con Caperucita, pese a su insistencia.
Conner y Alex regresan al Bosque y se pierden. Allí son secuestrados por un par de trolls y goblins, de los territorios de los Trolls y los Goblins, un lugar al que fueron restringidos debido a que secuestraban humanos para convertirlos en sus esclavos. Conner y Alex son arrojados a las mazmorras con el resto de prisioneros, no sin antes darse cuenta de que la piedra de la “corona” de los reyes Troll y Goblin coincide con la descripción de uno de los objetos del Hechizo de los Deseos. En la prisión de esclavos, descubren que están situados junto al legendario Comerciante Itinerante, que los informa de que la bruja Hagatha murió hace tiempo- cayó en un pozo de espinos en el Reino de la Bella Durmiente, que maldijo con su último aliento cuando nadie fue en su ayuda. El Comerciante insistía en que no había ninguna forma de escapar, pero con la ayuda de Conner- enamora a Trollbella, la princesa e hija del rey Troll, los mellizos logran escaparse. En el trayecto, liberan al resto de los prisioneros y roban la corona de piedra de los Reyes. El Comerciante no tiene tanta suerte- se sacrifica de nuevo a los Troll y a los Goblins dando así a los mellizos la oportunidad de escapar.
Los gemelos huyen al Reino de las Hadas, donde conocen al hada Trix, que está siendo sometida a un juicio por usar la magia para hacer una broma a otra hada que le estaba tomando el pelo. Tan pronto como empiece a llorar ellos debían recoger una de sus lágrimas, ya que era el siguiente objeto que necesitaban para el hechizo. Asisten a su juicio y conocen al Consejo de las Hadas, que lleva a cabo el juicio y desean desterrar a Trix del Reino de las Hadas. Conner la defiende y el Consejo la absuelve. Mientras tanto, se enteran de que uno de los miembros del Consejo tiene una mascota- el Pez Caminante- que coincide con la descripción de uno de los protagonistas de una historia que solía contarles su padre.
Malagarra y su manada de lobos son enfrentados por la Reina Malvada, que quiere que vayan tras la pista de los niños. Ella a cambio, les promete a Caperucita Roja, lo que irrita a los lobos- el padre de Malagarra fue el legendario Gran Lobo Feroz y desean venganza. La reina los amenaza de que serán asesinados si no cumplen con su parte del trato.
Alex y Conner llegan al Reino Durmiente para encontrarse con que el reino aún se encuentra bajo el efecto de la maldición. Los gemelos descubren que ambos zapatos de Cenicienta han sido robados, lo que supone que alguien más está tras la pista de los objetos. Con la ayuda de la Bella Durmiente, visitarán al gobernante del reino, pero durante la conversación, accidentalmente revelan que poseen uno de los zapatos de cristal, lo que provoca el pánico en todo el castillo que solo cesa gracias a la intervención de la Bella Durmiente. Ella les dice saber acerca de su mundo y que una vez fue abordada por otro humano que le preguntó acerca de su rueca de hilar – el siguiente artículo mágico que necesitan. Ella entiende su situación y les permite tomarlo prestado con la condición de que se lo devuelvan una vez ya no lo necesiten.
A continuación, los gemelos se dirigen al Reino del Norte – al castillo de Blancanieves , donde ellos se encuentran con su famoso ataúd de cristal del cual tienen que recuperar una joya. Una vez allí, se las arreglan para entrar y descubrir una habitación secreta llena de artefactos probablemente pertenecientes a la Reina Malvada, así como una serie de cartas de amor escritas entre una joven llamada Evly y un joven llamado Mira. Ambos se ocultan cuando llega Blancanieves, pero pronto se descubren para preguntarle acerca del ataúd de cristal . Ella les desvela que fue devuelto a los 7 enanos después de que ella se despertase. Los gemelos deben volver al Bosque de los Enanos para recuperar la joya que necesitan.
Cuando Conner y Alex llegan a las Minas de los Enanos son atacados por la manada de Malagarra que planeaban llevarlos ante la Reina Malvada. Los gemelos apenas logran escapar, solo para después verse atrapados por los trolls y los goblins, que planean cobrar a los gemelos por el robo de la corona de sus reyes. Los gemelos logran escapar.
Ricitos de Oro, siendo perseguida por los soldados, se las arregla para escapar una vez más y se esconde en un antiguo granero. Allí, se enfrenta a la Reina Malvada. Allí descubre que le debe su actual vida a los celos de Caperucita Roja, emprende la misión de acabar con ella, todo de acuerdo a los planes de la Reina Malvada.
Alex y Conner por su parte son rescatados por las sirenas y su líder, el Espíritu de la Espuma del Mar, quien resulta ser la forma encarnada de la Sirenita. Ella les revela que sabe dónde encontrar el siguiente objeto- una daga traspasada a las hermanas de la Sirenita y les dice a los gemelos que se encuentra en el pozo del Reino Durmiente. Los gemelos llegan al lugar indicado y recuperan la daga y escapan de la muerte gracias a la ayuda de Rani. Este les pide que se queden unos días más para que le ayuden a resolver las cosas con él. Justo en ese momento llega Ricitos de Oro con la Reina Caperucita Roja. Planea lanzarla al abismo, pero en el último momento interviene la Cazadora de la reina acompañada por la manada de lobos. Todos son capturados.
Son llevados de nuevo ante la Reina Malvada , cuyo espejo revela que un ejército encabezado por Rani y Jack. Conner destruye el recipiente que contenían las lágrimas de un hada para evitar usar el Hechizo de los Deseos, después la Reina Malvada revela su trágica historia a los gemelos, ella es Evly y estuvo comprometida con un hombre llamado Mira. Cuando Evly se negó a cumplir con los deseos de una hechicera malvada, su prometido fue hechizado y atrapado en un espejo , convirtiéndose así en el espejo mágico de la Reina. Evly buscó su venganza matando a la hechicera y buscando la manera de rescatar a Mira, pero pronto descubrió que no había esperanza. Sin embargo Hagatha curó su angustia arrancando su corazón y sustituyéndolo por uno de piedra. Su deseo era liberar a Mira mediante el Hechizo de los Deseos, debido a que escuchó esa historia, Alex deja escapar unas lágrimas y caen en donde están los objetos, por lo que con la ayuda se activan de pronto el hechizo delante de los gemelos.
Mira es liberado, pero ya no es capaz de vivir fuera del espejo y muere en los brazos de Evly y ambos son consumidos por el espejo. Los gemelos son liberados. La manada del Gran Lobo Feroz está destruida y Ricitos de Oro es tomada cautiva en el reino del Norte. Caperucita Roja termina rindiéndose ante la obsesión con Jack, libera a Ricitos de Oro y aceptan a que los dos huyan. Mientras tanto los gemelos se dirigen a hablar con Blancanieves, y le dan el corazón de piedra- lo único que ha quedado de la reina. Ella les confiesa que dejó escapar a su madrastra sabiendo acerca de su historia.
Los gemelos son invitados al palacio de Cenicienta para celebrar el nacimiento de su hija, Esperanza. Una vez allí son recibidos calurosamente por Cenicienta y el Hada Madrina solicita hablar con ellos en privado. Allí descubren que el Hada Madrina es realmente su abuela y que el diario del Hechizo de los Deseos le pertenecía a su padre, esta les cuenta toda la verdad; como su padre viajó con ella al Otromundo y allí se enamoró de su madre, y buscó el Hechizo de los Deseos para regresar al Otromundo. La abuela abre un portal del Otromundo y los tres regresan a casa.

### El Regreso de la Hechicera
Después de que su madre es secuestrada por la Hechicera que puso la maldición sobre el Reino del Este, los mellizos regresan a la Tierra de las Historias para salvarla. Deberán emprender un viaje en un barco volador llamado el "Abuelita" (en honor a la abuela de Caperucita Roja, quien cosió todas las velas para crear el mismo) para recolectar los objetos necesarios para conseguir la Varita de las Maravillas, y así vencer a Ezmia, la Hechicera.
¿Pero pueden hacerlo? El viajero dijo que es una aventura muy difícil para conquistar... Los artefactos del Arpa de Oro del Gigante, unas joyas de la Reina del Mar, el anillo de la Madrastra Malvada de Cenicienta, La varita de la Reina de las Nieves y el orgullo de la misma Hechicera.

### La Advertencia de los Hermanos Grimm
Conner viaja a Alemania, ya que ha demostrado ser un muy buen autor y pasa la mayoría del tiempo con su compañera, Bree. Conner recibe una advertencia hecha por los Hermanos Grimm hace doscientos años atrás, y en el aniversario de sus libros se lee esa carta, y dice que una parte del ejército de la Grande Armeé ha quedado en un portal por 200 años, que podría significar el fin de la Tierra de las Historias. Con ayuda de Bree Campbell debe transmitir el mensaje al mundo de los cuentos de hadas y hallar la forma de viajar al mundo mágico en el que se encuentran su hermana, su abuela y los seres mágicos y amigos (Rani, el Consejo de los Felices por Siempre , Ricitos de Oro, Jack, Caperucita Roja etc.). La amenaza se extiende, y el Ejército de la Grande Armeé recluta a un misterioso Hombre Enmascarado,(que tiene un secreto muy grande y pronto los mellizos van a descubrir) que no traerá más que problemas a los mellizos y sus amigos.

### Más Allá de los Reinos
El Hombre Enmascarado comienza a reclutar a los villanos más famosos de la literatura mediante la Poción Portal, que permite viajar al interior de cualquier obra literaria. Mientras tanto, Alex y Conner Bailey hacen todo lo posible por impedírselo. Ellos viajan a través de libros tales como Alicia en el País de las Maravillas, Robin Hood, o incluso El Mago de Ozl

### La Odisea del Autor
Los mellizos viajan con la poción de su abuela a los cuentos creados por Conner donde reclutan a los personajes de Conner para luchar contra el Ejército Literario del Hombre Enmascarado.

### Los Mundos Colisionan
En la Ciudad de Nueva York se abre un portal hacia el mundo de los cuentos de hadas mientras Alex está siendo controlada por las brujas, que junto al Ejército Literario se transportan al Otromundo y libran una batalla contra los personajes de los cuentos de Conner.

## Desarrollo
Colfer dijo en una entrevista con Piers Morgan que los gemelos en su novela se basan en sí mismo, porque es un Géminis. Añadió que aunque La Tierra de las Historias es un libro para niños, él piensa que es algo que puede ser disfrutado por todas las edades. Poco después se reveló que Colfer planea hacer una película basada en el libro. En la misma entrevista, revela que planeó la creación del mundo en la Tierra de las Historias desde una edad muy temprana, y que cuando él era un niño era un medio que utilizaba para escapar del mundo real.
Colfer grabó su audio libro (en inglés) usando su propia voz. La Tierra de las Historias: El Hechizo de los Deseos ha sido traducido a varios idiomas.

## Recepción del libro
El libro estuvo en la lista de betsellers del New York Times durante cinco semanas.
Fue nombrado por Barnes & Noble como uno de los mejores libros del 2012.

## Secuelas y precuelas
- El primer libro La Tierra de las Historias: El hechizo de los deseos, fue publicado el 17 de julio de 2012 y en Latinoamérica, el 1 de abril de 2016.
- El segundo libro, llamado La Tierra de las Historias: El regreso de la Hechicera, fue publicado el 6 de agosto de 2013 y en Latinoamérica, el 1 de enero de 2017.
- El tercer libro, llamado La Tierra de las Historias: La advertencia de los Hermanos Grimm, fue publicado el 8 de julio de 2014 y en Latinoamérica, el 1 de junio de 2017.
- El cuarto libro, llamado La Tierra de las Historias: Más allá de los Reinos, fue publicado el 7 de julio de 2015 y en Latinoamérica, el 23 de febrero del 2018.
- El quinto libro, llamado La Tierra de las Historias: La odisea del Autor, fue publicado el 12 de julio de 2016 y en Latinoamérica, el 1 de mayo de 2019.
- El sexto y último libro de la saga, llamado La Tierra de las Historias: Los mundos colisionan fue publicado el 11 de julio de 2017 y en Latinoamérica en abril de 2020.
- Existe una precuela, llamada Un Cuento de Magia, que fue publicada en inglés en octubre de 2019 y en español en septiembre de 2020
- Una secuela de la precuela, titulada Un Cuento de Brujas fue publicada en inglés en octubre de 2020 y en español en septiembre de 2021.
- Una secuela de este último, llamada A Tale of Sorcery o Un Cuento de Fuego, fue publicada en inglés en septiembre de 2021. En octubre de 2022 la editorial VR YA publica su traducción Un Cuento de Fuego de la tercera precuela.

## Adaptación cinematográfica
El 13 de junio de 2017, se anunció que la Twentieth Century Fox está desarrollando una adaptación cinematográfica del primer libro, El Hechizo de los Deseos, con Colfer de escritor y director de la puesta en escena. También será uno de los productores ejecutivos del filme, que será producido por 21 Laps Entertainment.